# Никола Пјетранђели
Никола Пјетранђели (итал. Nicola "Nicky" Pietrangeli; 11. септембар 1933; Тунис, Тунис) је бивши италијански тенисер. Један је од бољих италијанских тенисера.
Упамћен је по својим наступима на Ролан Гаросу, где је освојио две титуле и два финала и на Међународном првенству Италије где је освојио две титуле. То му је донело титулу Светског шампиона на шљаци.
Представљао је Италију у Дејвис куп такмичењу од својих раних двадесетих до касних тридесетих година. Поставио је рекорд освојивши запањујућих 120 мечева од 164 одиграна меча у Дејвис купу.

## Тениска каријера

### Роланд Гарос
Пјетранђели је четири пута стигао до финала Ролан Гароса, два пута освојио титуле 1959. и 1960. године, а 1961. и 1964. заузео је друго место.
Такође је освојио титуле на Ролан Гаросу у мушком пару 1959. са Орландом Сиролом, и 1958. у мешовитом пару са Ширли Блумер.

### Вимблдон
На Вимблдону, Пјетранђели је био полуфиналиста 1960. године, када је изгубио од Рода Лејвера.

### Међународно првенство Италије у тенису
Победио је на Међународном првенству Италије у тенису 1957. и 1961, а 1958. и 1966. играо у финалу.

### Дејвис куп
За италијанску Дејвис куп репрезентацију Пјетранђели је наступао 1954—1969. и 1971—1972. Играо је у рекордних 164 Дејвис куп мечева, и победио је у рекордних 120 мечева. У Дејвис куп финалима учествовао је 1960. и 1961. Оба финала су играна у Аустралији на трави, а Италијани нису били у стању да превазиђу јаки аустралијски тим у коме су били Род Лејвер, Рој Емерсон и Нил Фрејзер.

## Повлачење из тениса
Повукао се из тениса 1973. Након повлачења Пјетранђели је постао капитен Дејвис куп тима, у коме су били Адријано Паната, Корадо Баразути, Паоло Бертолучи и Тонино Зугарели, и помогао им у освајању једине Давис куп титуле за Италију 1976.
Пјетранђели је постао члан Међународне тениске куће славних 1986. На његов 73. рођендан стари тениски стадион у Форо Италико у Риму је добио његово име. Та част је указана малом броју играча још за њиховог живота.

## Постигнути резултати на Гренд слем турнирима
| Легенда | Легенда                                    | Легенда | Легенда                          |
| ------- | ------------------------------------------ | ------- | -------------------------------- |
| О/И     | однос освајања турнира и играња на турниру | Поб–пор | однос побједа и пораза           |
| НО      | турнир није одржан те године               | Н       | није учествовао на турниру       |
| КВ      | изгубио у квалификацијама                  | 1К      | изгубио у првом колу             |
| 2К      | изгубио у другом колу                      | 3К      | изгубио у трећем колу            |
| 4К      | изгубио у четвртом колу                    | ГФ      | изгубио у групној фази такмичења |
| ЧФ      | изгубио у четвртфиналу                     | ПФ      | изгубио у полуфиналу             |
| Ф       | изгубио у финалу                           | П       | освојио турнир                   |

| Тунири                        | Аматерска каријера | Аматерска каријера | Аматерска каријера | Аматерска каријера | Аматерска каријера | Аматерска каријера | Аматерска каријера | Аматерска каријера | Аматерска каријера | Аматерска каријера | Аматерска каријера | Аматерска каријера | Аматерска каријера | Аматерска каријера | Професионална каријера | Професионална каријера | Професионална каријера | Професионална каријера | Професионална каријера | Професионална каријера | О/И    | Поб- пор | Победа % |
| Тунири                        | '54                | '55                | '56                | '57                | '58                | '59                | '60                | '61                | '62                | '63                | '64                | '65                | '66                | '67                | '68                    | '69                    | '70                    | '71                    | '72                    | '73                    | О/И    | Поб- пор | Победа % |
| ----------------------------- | ------------------ | ------------------ | ------------------ | ------------------ | ------------------ | ------------------ | ------------------ | ------------------ | ------------------ | ------------------ | ------------------ | ------------------ | ------------------ | ------------------ | ---------------------- | ---------------------- | ---------------------- | ---------------------- | ---------------------- | ---------------------- | ------ | -------- | -------- |
| Гренд слем турнири            | Гренд слем турнири | Гренд слем турнири | Гренд слем турнири | Гренд слем турнири | Гренд слем турнири | Гренд слем турнири | Гренд слем турнири | Гренд слем турнири | Гренд слем турнири | Гренд слем турнири | Гренд слем турнири | Гренд слем турнири | Гренд слем турнири | Гренд слем турнири | Гренд слем турнири     | Гренд слем турнири     | Гренд слем турнири     | Гренд слем турнири     | Гренд слем турнири     | Гренд слем турнири     | 2 / 44 | 95–40    | 70.37    |
| Отворено првенство Аустралије | Н                  | Н                  | Н                  | 3К                 | Н                  | Н                  | Н                  | Н                  | Н                  | Н                  | Н                  | Н                  | Н                  | Н                  | Н                      | Н                      | Н                      | Н                      | Н                      | Н                      | 0 / 1  | 2–1      | 66.66    |
| Ролан Гарос                   | 3К                 | 3К                 | ЧФ                 | 1К                 | 4К                 | П                  | П                  | Ф                  | ЧФ                 | ЧФ                 | Ф                  | 4К                 | 3К                 | 3К                 | 1К                     | 1К                     | 3К                     | 3К                     | 3К                     | 1К                     | 2 / 20 | 58–18    | 79.45    |
| Вимблдон                      | 2К                 | ЧФ                 | 4К                 | 1К                 | 4К                 | 1К                 | ПФ                 | 3К                 | 3К                 | 3К                 | 2К                 | 4К                 | 1К                 | 2К                 | 1К                     | 1К                     | 1К                     | Н                      | 3К                     | 1К                     | 0 / 19 | 30–18    | 62.50    |
| Отворено првенство САД        | Н                  | 3К                 | Н                  | Н                  | Н                  | Н                  | Н                  | Н                  | 1К                 | Н                  | 2К                 | 3К                 | Н                  | Н                  | Н                      | Н                      | Н                      | Н                      | Н                      | Н                      | 0 / 4  | 5–3      | 62.50    |

## Гренд слем финала

### Појединачно: 4 (2–2 )
Победе (2)
| Година | Првенство   | Противник у финалу | Резултат у финалу       |
| 1959   | Ролан Гарос | Јан Вермак         | 3–6, 6–3, 6–4, 6–1      |
| 1960   | Ролан Гарос | Луис Аиала         | 3–6, 6–3, 6–4, 4–6, 6–3 |

Друго место (2)
| Година | Првенство   | Противник у финалу | Резултат у финалу       |
| 1961   | Ролан Гарос | Мануел Сантана     | 4–6, 6–1, 3–6, 6–0, 6–2 |
| 1964   | Ролан Гарос | Мануел Сантана     | 6–3, 6–1, 4–6, 7–5      |

### Мушки парови: 1 (1–0)
Победе (1)
| Година | Првенство   | Партнер        | Противник у финалу      | Резултат у финалу |
| 1959   | Ролан Гарос | Орландо Сирола | Рој Емерсон Нил Фреизер | 6–3, 6–2, 14–12   |

### Мешовити парови: 1 (1–0)
Победе (1)
| Година | Првенство   | Партнерка    | Противник у финалу     | Резултат у финалу |
| 1958   | Ролан Гарос | Ширли Блумер | Лорани Когхлан Боб Хоу | 8–6, 6–2          |